# Aloe macroclada
 (avril 2017).
Si vous disposez d'ouvrages ou d'articles de référence ou si vous connaissez des sites web de qualité traitant du thème abordé ici, merci de compléter l'article en donnant les références utiles à sa vérifiabilité et en les liant à la section « Notes et références ».
Espèce
Classification APG III (2009)
Statut CITES
Aloe macroclada (syn. Aloe imerinensis J. Bosser, hybr. nov., A. macroclada Bak.) est une espèce d'aloès (genre Aloe) endémique à Madagascar. C'est une plante vivace connue depuis l'antiquité en Mésopotamie, dans l'Égypte des pharaons et dans la Grèce antique. On pense que ce sont les Espagnols qui auraient apporté les premiers plants d'aloès en Amérique.
On le reconnaît à ses feuilles épineuses qui peuvent atteindre 60 centimètres de haut et ses fleurs jaunes ou orange disposées en épis. Elle est considérée comme une plante médicinale réputée pour soigner les troubles du système digestif et du système immunitaire très utilisée à Madagascar sous le nom de Vahona.

## Substances contenues
La feuille d'Aloe macroclada contient plus de 75 éléments nutritifs et 200 autres composants, ainsi que 20 minéraux, 18 acides aminés et 12 vitamines :
- Antraquinones (aloïne) ;
- Résines (alorésines, aloénines) ;
- Tanins ;
- Polysaccharides ;
- Aloétine.

## Utilisation par l'homme

### Utilisation pour la santé
Cette espèce est maintenant utilisée pour prévenir et guérir[réf. nécessaire] :
- La fatigue,
- L'asthénie,
- Les maladies cardio-vasculaires,
- L'hypertension,
- Les infections broncho-pulmonaires,
- Les infections rénales,
- Les rhumatismes,
- Les troubles digestifs,
- L'obésité,
- Les problèmes de circulation,
- Les états précancéreux.

Cet aloès est connu pour accélérer la circulation du sang[réf. nécessaire], débloquer et revivifier l'ensemble du système circulatoire[réf. nécessaire], revitaliser et nourrir les cellules[réf. nécessaire] et brûler les déchets et toxines du corps[réf. nécessaire]. Agent de cicatrisation et inflammatoire[réf. nécessaire], il soigne aussi les éruptions cutanées telles que les eczémas[réf. nécessaire], psoriasis...[réf. nécessaire] Enfin, il est considéré traditionnellement à juste titre comme un facteur de jouvence et de longévité en prise quotidienne (anti-âge).[réf. nécessaire]

### Utilisation cosmétique
Le gel obtenu à partir de l'Aloe macroclada de Madagascar est un remarquable cicatrisant, régénérant de l'épiderme et adoucissant pour la peau.
Il agit efficacement dans la prévention du vieillissement prématuré de la peau et permet de retrouver une peau éclatante, satinée et délicatement parfumée.